# Centro Comercial Belas Shopping
El Centro Comercial Belas Shopping es un complejo comercial localizado en la ciudad de Luanda, la capital del país africano de Angola. Se trata de un edificio de 119.418 metros cuadrados, que fue concebido para ser ampliado y donde se puede encontrar desde libros, hasta comida, ropa y joyas.
Posee 100 tiendas, ocho salas de cine, un parque de diversiones para los niños y un supermercado.
El centro fue inaugurado en marzo de 2007, con inversiones de la empresa angoleña Hogi Investimentos y de la brasileña Odebrecht.